# Sylvain Vigny
Sylvain Vigny est un artiste peintre français né à Vienne (Autriche) le 8 avril 1903. Il s'installe à Nice en 1934, vivant un temps au 6, rue Dante. Il meurt à Nice le 4 février 1970.

## Biographie
Artiste autodidacte, venant d'Autriche à l'instar de Willy Eisenschitz et Elfy Haindl-Lapoirie (de), « il arrive en France en 1929 et, après avoir connu une vie aventureuse à Vienne et à Paris, il découvre Nice en 1934 et s'y installe ». Le nom de Sylvain Vigny reste attaché à celui de Jean Moulin en ce que, lorsque celui-ci ouvre à Nice la Galerie d'art Romanin, l'artiste est, avec les frères Pierre et Jacques Prévert, Nikos Papatakis, Django Reinhardt et le peintre niçois Jean Cassarini, parmi ceux que l'on y rencontre régulièrement. C'est à partir de 1955 qu'il devient une figure réellement reconnue de l'art niçois, comme le seront ensuite ses amis Ben (Benjamin Vautier), Claude Morini et Bernard Damiano.

## Livres illustrés
- Fagus, La Danse macabre, poèmes, illustrations de Sylvain Vigny, Éditions Malfère, Paris, 1937[7].

## Écrits
- Sylvain Vigny, Carzou, Éditions Jean Pizzo, Nice, 1961.

## Expositions

### Expositions personnelles
- Douthitt Gallery, New York, 1938.
- Galerie Bernheim Jeune, Paris, 1948.
- Galerie des Pochettes, Nice, mai 1969.
- Galerie Drouant (52, faubourg Saint-Honoré) et Compagnie commerciale des arts (36, faubourg Saint-Honoré), Paris, avril-mai 1975[8].
- Vigny, Château-musée de Cagnes-sur-Mer, avril-juin 1988.
- Sylvain Vigny, Petit Palais, Genève, 1989.

### Expositions collectives
- Le groupe du matin présente... Louis-André Cabane, Pierre Valignat et ses invités d'honneur: Francis Picabia, Sylvain Vigny, Pierre Dmitrienko, Arlette et Raymond Roux, Ville de Montluçon, octobre 1949.
- D'après Sylvain Vigny, Galerie Sintitulo, Mougins, septembre-octobre 2011[9],[10].

## Réception critique
- « La peinture était pour Vigny un acte de fureur. » - Jean Cassou[11]
- « Un univers de carnaval où le tragique se mêle au burlesque, où, comme chez Goya, la réalité côtoie le fantastique. Cet expressionniste visionnaire et romantique, dont la violence d'écriture rappelle celle de Daumier, se montre hanté, fasciné par le visage. » - Gérald Schurr[8]
- « Autodidacte étrange, haut en couleur, truculent et rabelaisien, torturé, écorché vif et chaleureux, qui est arrivé en France à 26 ans et s'est installé à Nice cinq ans après. Son univers est peuplé de fantômes: un expressionnisme sombre, une peinture qui n'a rien d'aimable mais qui porte en elle une brutalité tragique et authentique, une sorte de noble inquiétude teintée de mysticisme. » - Gérald Schurr[12]
- « Sa peinture est brutale, mais chaleureuse, inquiète et chaotique, le décor des personnages, la nostalgie des coiffures seigneuriales ou bourgeoises, font penser à l'Espagne, aux fêtes vénitiennes, à la Belle Époque, etc. Le monde selon Vigny est un spectacle tragique et fantastique. » - Dictionnaire Bénézit[3]
- « Sa peinture développe un univers tragique; il est surtout un peintre de la figure humaine, mais une figure douloureuse et tragique. Ses peintures sont d'un expressionnisme sombre et tourmenté. » - Gilbert Croué[13]
- « Vigny's works, with its strong brush strokes, are charged with pathos and mystery; in his landscapes we find seated figures on the seaside, groups of men walking with apparent no direction as a hint of uncertainty towards the future and a particular yet disturbing choice of colours. Dark skies and mudcoloured seas are a surrealistic representation of reality, which takes us in parallel worlds of immagination made of distress and anxiety. The beauty of these works resides in the power they emanate, the dark charge of mystery that surrounds the canvas and the thick layer of oil applied on it. » - Mattia Melzi[14]

## Musées et collections publiques
- Musée national d'art moderne, Paris.
- Musée Massena, Nice.
- Musée des Beaux-Arts de Menton.
- Musée national d'histoire et d'art, Luxembourg[2].
- Lentos Kunstmuseum Linz (de), Linz.